# Parortholitha subrectaria
Parortholitha subrectaria là một loài bướm đêm trong họ Geometridae.